# Municipio de Lancaster (condado de Jefferson)
El municipio de Lancaster (en inglés: Lancaster Township) es un municipio ubicado en el condado de Jefferson en el estado estadounidense de Indiana. En el año 2010 tenía una población de 1511 habitantes y una densidad poblacional de 18,1 personas por km².

## Geografía
El municipio de Lancaster se encuentra ubicado en las coordenadas 38°52′21″N 85°30′41″O / 38.87250, -85.51139. Según la Oficina del Censo de los Estados Unidos, el municipio tiene una superficie total de 83.47 km², de la cual 83.34 km² corresponden a tierra firme y (0.16%) 0.14 km² es agua.

## Demografía
Según el censo de 2010, había 1511 personas residiendo en el municipio de Lancaster. La densidad de población era de 18,1 hab./km². De los 1511 habitantes, el municipio de Lancaster estaba compuesto por el 97.42% blancos, el 0.6% eran afroamericanos, el 0.4% eran amerindios, el 0.07% eran asiáticos, el 0.07% eran isleños del Pacífico, el 0.99% eran de otras razas y el 0.46% pertenecían a dos o más razas. Del total de la población el 1.26% eran hispanos o latinos de cualquier raza.